# David Tencer

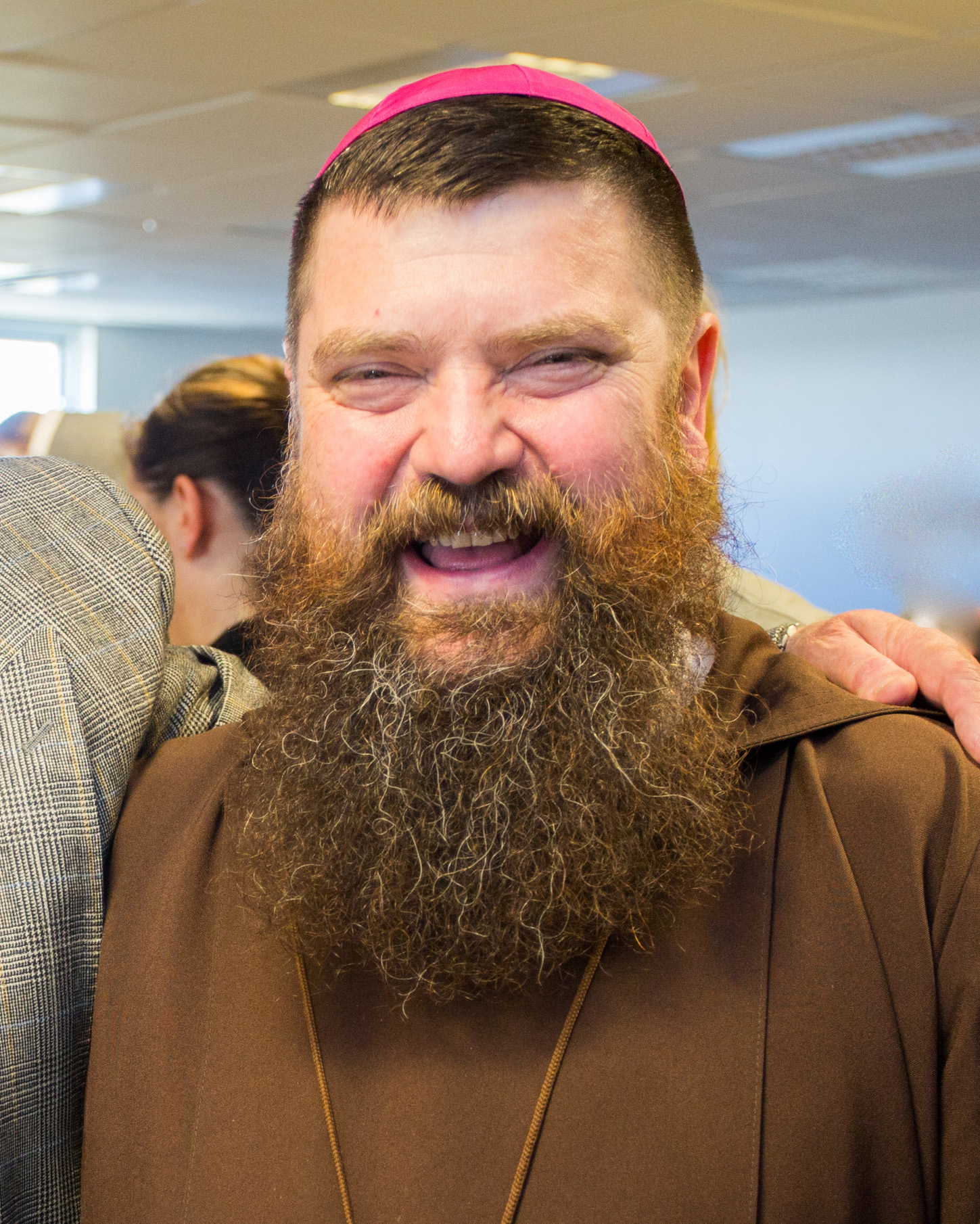
David Tencer (2019)

Bischofswappen von David Bartimej Tencer

Dávid Bartimej Tencer OFMCap (* 18. Mai 1963 in Nová Baňa, Tschechoslowakei) ist römisch-katholischer Bischof von Reykjavík.

## Leben
David Tencer empfing am 15. Juni 1986 das Sakrament der Priesterweihe für das Bistum Banská Bystrica. 1990 trat Tencer in die Ordensgemeinschaft der Kapuziner ein, studierte von 1992 bis 1994 franziskanische Spirutalität am Antonianum in Rom und legte am 28. August 1994 die ewige Profess ab.
Am 18. September 2015 ernannte ihn Papst Franziskus zum Bischof von Reykjavík. Am 31. Oktober 2015 spendete ihm sein Amtsvorgänger Pierre Bürcher in Reykjavík die Bischofsweihe. Mitkonsekratoren waren der Apostolische Nuntius in Island, Erzbischof Henryk Józef Nowacki, und der Bischof von Žilina, Tomáš Galis.